# Marco Barba
Marco Antonio Barba López (Sevilla, 10 de noviembre de 1985) es un expiloto de automovilismo español. Nacido en Sevilla pero empadronado en Sagunto (Valencia), hermano del también piloto Álvaro Barba. Desde 2011 se encuentra retirado del mundo de la competición, aunque en 2014 hizo un paréntesis al participar en la única temporada que se hizo de la Formula Acceleration 1.

## Trayectoria

### Inicios

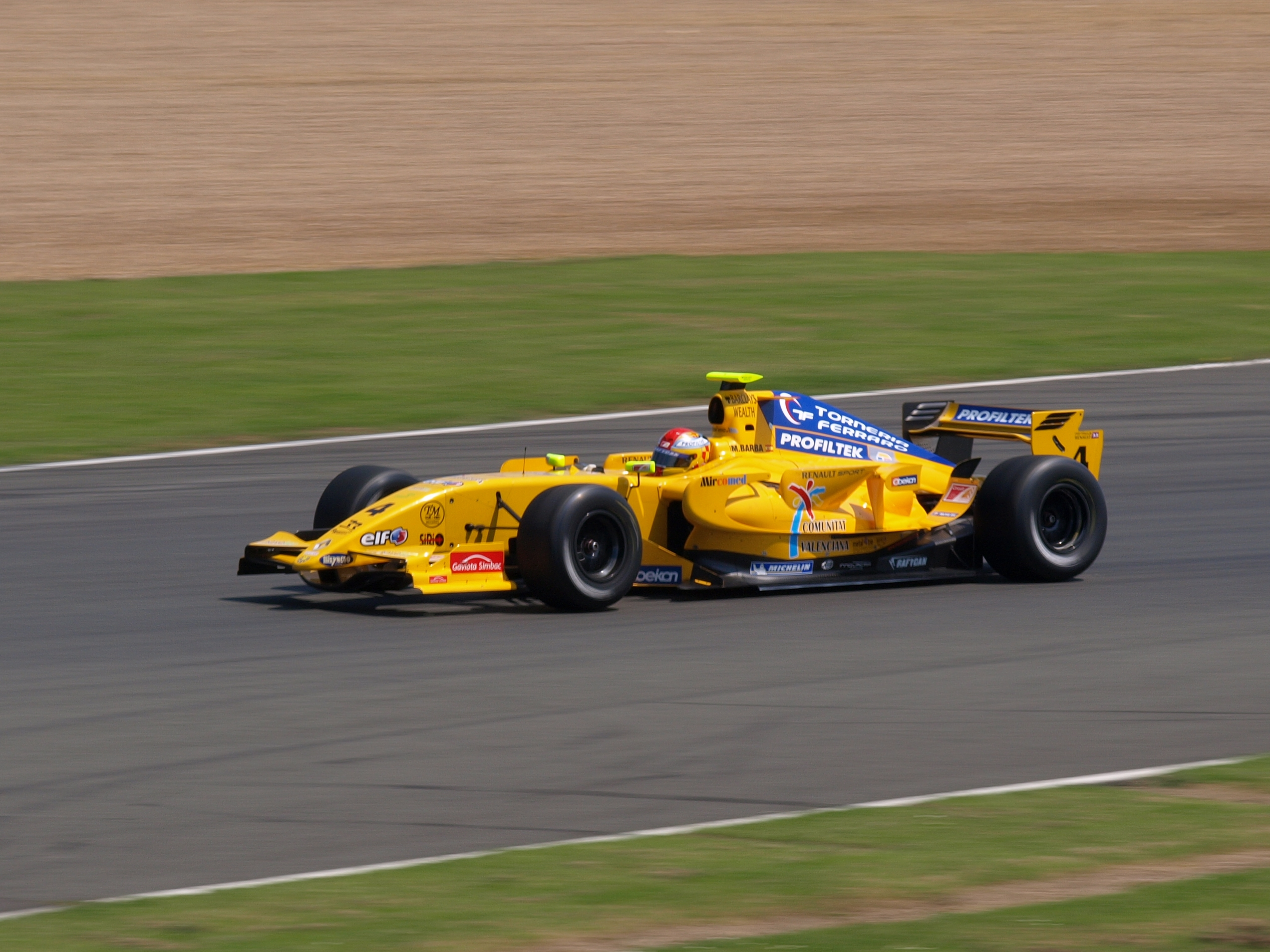
Marco Barba en Silverstone en las World Series by Renault (2008)

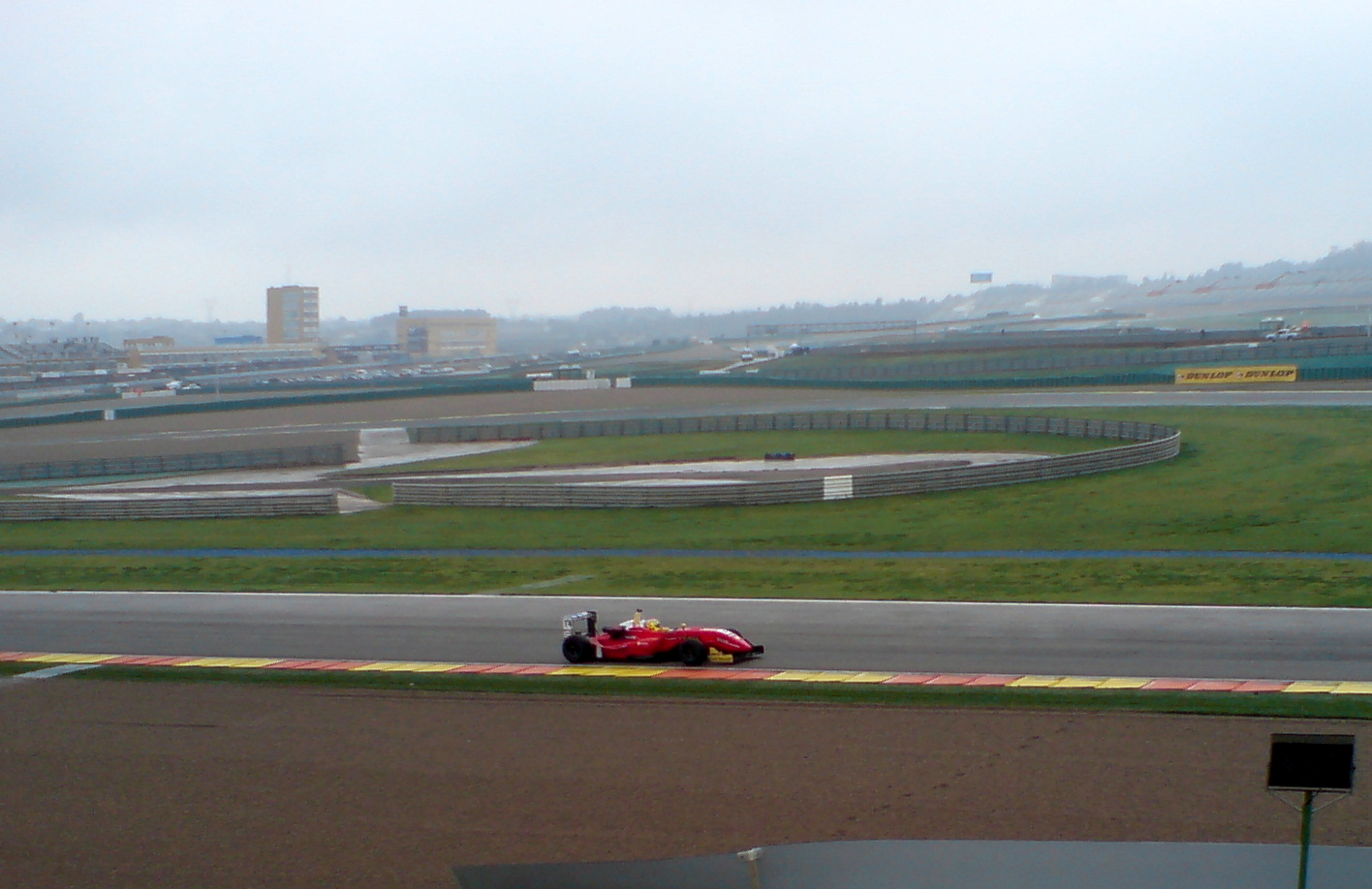
Marco Barba con Cedars en la ronda de Cheste de la European F3 Open (2010)

Marco Barba comenzó su trayectoria como piloto en 2003 en el campeonato de España de Fórmula Junior 1600, consiguiendo un podio y dos pole position para finalizar el año en decimosegunda posición. Siguió en el campeonato del año siguiente consiguiendo ocho podios, incluyendo seis victorias para terminar segundo en el campeonato, por detrás del piloto Michael Herck. También participó en tres carreras en el Campeonato de España de Fórmula 3.

### Fórmula 3 y World Series
En 2005, Barba disputó el Campeonato de España de Fórmula 3 a tiempo completo con Campos Racing, compitiendo con un Dallara de la clase Copa. Durante el año consiguió 9 podios, incluyendo 2 victorias en la categoría, para terminar tercero en la clasificación de la copa y detrás de su compañero de equipo Arturo Llobell. En la clasificación general del campeonato terminó en 10.ª posición. También participó en dos carreras del Campeonato de F3 Italiano con el equipo Ghinzani. A pesar de sólo participar en dos carreras, anotó los puntos suficientes para clasificarse 10º en la clasificación final.
En 2006 participó con el Dallara superior para competir por el Campeonato de España de Fórmula 3 con Campos Racing, consiguiendo cinco podios, incluyendo una sola victoria, para terminar séptimo en el campeonato. Barba también participó en las últimas seis carreras de las World Series by Renault, en el equipo Jenzer Motorsport junto a su hermano Álvaro Barba en el otro monoplaza del equipo. No pudo anotar ningún punto en las seis carreras que disputó. Para el 2007 se quedó en el Campeonato de F3 española, pasando de Campos Racing al equipo TEC Auto. Durante la temporada consiguió nueve podios, incluyendo tres victorias en carrera, para terminar subcampeón en la tabla de posiciones detrás de su compañero de equipo Máximo Cortés, perdiendo el título por apenas cuatro puntos tras un nefasto último fin de semana.
Siguiendo los pasos de su hermano mayor, Marco volvió a las World Series by Renault en el 2008 con Draco Racing junto a su compañero recién llegado al equipo Bertrand Baguette. A pesar de que no obtuvo en ningún podio, terminó en los puntos en 9 carreras y se clasificó 14º en la clasificación del campeonato. Permaneció con el mismo equipo para la temporada 2009, y junto a Baguette, lograron ganar para Draco Racing el campeonato por escuderías, mientras que Baguette también consiguió ganar el campeonato de pilotos. Barba terminó noveno en la general consiguiendo como mejor resultado un doblete de podios en Hungaroring.
En el 2010 se encontraba sin presupuesto para disputar otra temporada más, pero tras la llamada de Cedars Autosport, volvió a la F3 para conseguir el que fue su mayor hito deportivo, ganar el campeonato de European F3 Open.

### Retirada
El siguiente año volvería a Campos Racing para correr la Auto GP donde después de disputar 6 carreras y falto de presupuesto, decidía dejar la competición por motivos personales.
Tras estar un tiempo apartado de la competición, reapareció el 7 de junio de 2014 con el equipo Moma Motorsport en la Fórmula Acceleration, un campeonato que no tuvo mucho éxito donde cada vehículo representaba a una nación, obtuvo una sexta posición en Monza como mejor resultado.

## Resultados
| Temporada    | Series                            | Escudería                 | Carreras | Victorias | Poles | VR | Podios | Puntos   | Pos.     |
| ------------ | --------------------------------- | ------------------------- | -------- | --------- | ----- | -- | ------ | -------- | -------- |
| 2003         | Fórmula Junior 1600 Española      | Escuela Lois Circuit      | ?        | 0         | 2     | ?  | 1      | 26       | 12.º     |
| 2004         | Fórmula Renault 1.6 Española      | ?                         | 12       | 6         | 6     | ?  | 8      | 117      | 2.º      |
| 2004         | Campeonato de España de F3        | GTA Motor Competición     | 3        | 0         | 0     | 0  | 0      | Invitado | Invitado |
| 2004         | Campeonato de España de F3        | Adrián Campos Motorsport  | 3        | 0         | 0     | 0  | 0      | Invitado | Invitado |
| 2005         | Campeonato de España de F3        | Campos Racing             | 15       | 0         | 0     | 0  | 0      | 23       | 10.º     |
| 2005         | Campeonato de España de F3 - Copa | Campos Racing             | 15       | 2         | 2     | ?  | 9      | 79       | 3.º      |
| 2005         | Fórmula 3 Italiana                | Team Ghinzani             | 2        | 0         | 0     | 0  | 0      | 18       | 10.º     |
| 2006         | Campeonato de España de F3        | Campos F3 Team            | 16       | 1         | 0     | 0  | 5      | 70       | 7.º      |
| 2006         | Fórmula Renault 3.5 Series        | Jenzer Motorsport         | 6        | 0         | 0     | 0  | 0      | 0        | 41.º     |
| 2007         | Campeonato de España de F3        | TEC Auto                  | 16       | 3         | 0     | 0  | 9      | 113      | 2.º      |
| 2008         | Fórmula Renault 3.5               | International DracoRacing | 17       | 0         | 0     | 0  | 0      | 24       | 14.º     |
| 2008         | International GT Open             | MC Competición            | 2        | 0         | 0     | 0  | 0      | 0        | NC       |
| 2009         | Fórmula Renault 3.5               | International DracoRacing | 17       | 0         | 0     | 0  | 2      | 50       | 9.º      |
| 2010         | European F3 Open                  | Cedars Motorsport         | 16       | 6         | 3     | 8  | 11     | 154      | 1.º      |
| 2010         | GP3 Series                        | Jenzer Motorsport         | 2        | 0         | 0     | 0  | 0      | 0        | 35.º     |
| 2011         | Auto GP                           | Campos Racing             | 6        | 0         | 0     | 0  | 0      | 16       | 15.º     |
| 2014         | Fórmula Acceleration 1            | Team Moma                 | 4        | 0         | 0     | 0  | 0      | 10       | 19.º     |
| Referencias: |                                   |                           |          |           |       |    |        |          |          |

### European F3 Open
(Clave) (negrita indica pole position) (cursiva indica vuelta rápida)

| Año  | Escudería         | CHE | CHE | JAR | JAR | SPA | SPA | MAG | MAG | BRH | BRH | MNZ | MNZ | JER | JER | CAT | CAT | Pos. | Puntos |
| ---- | ----------------- | --- | --- | --- | --- | --- | --- | --- | --- | --- | --- | --- | --- | --- | --- | --- | --- | ---- | ------ |
| 2010 | Cedars Motorsport | 1   | 2   | 1   | 3   | 1   | 4   | DSQ | 1   | 1   | 4   | 1   | 2   | 3   | 2   | Ret | 9   | 1.º  | 154    |

### GP3 Series
| Año  | Escudería         | 1   | 1   | 2   | 2   | 3   | 3   | 4   | 4   | 5   | 5   | 6   | 6   | 7   | 7   | 8   | 8   | Pos. | Puntos | Ref.  |
| ---- | ----------------- | --- | --- | --- | --- | --- | --- | --- | --- | --- | --- | --- | --- | --- | --- | --- | --- | ---- | ------ | ----- |
| 2010 | Jenzer Motorsport | BAR | BAR | EST | EST | VAL | VAL | SIL | SIL | HOC | HOC | BUD | BUD | SPA | SPA | MNZ | MNZ | 35.º | 0      | [ 9 ] |
| 2010 | Jenzer Motorsport |     |     |     |     |     |     |     |     |     |     | Ret | 19  |     |     |     |     | 35.º | 0      | [ 9 ] |

### Auto GP
| Año  | Escudería     | MON | MON | HUN | HUN | BRN | BRN | DON | DON | OSC | OSC | VAL | VAL | MUG | MUG | Pos. | Puntos |
| ---- | ------------- | --- | --- | --- | --- | --- | --- | --- | --- | --- | --- | --- | --- | --- | --- | ---- | ------ |
| 2011 | Campos Racing | 6   | 4   | Ret | 9   | Ret | 10  |     |     |     |     |     |     |     |     | 15º  | 16     |